# Europski zimski bacački kup 2002.
Europski zimski bacački kup 2002. bilo je drugo izdanje europskog atletskog natjecanja u bacačkim disciplinama održano u hrvatskom gradu Puli 9. i 10. ožujka 2002. godine na stadionu Veruda. Natjecanje je organizirao Europski atletski savez u suradnji s Hrvatskim atletskim savezom i gradom Pulom. Na natjecanju je sudjelovalo 175 natjecatelja iz 26 europskih država, koji su se natjecali u 8 atletskih bacačkih disciplina (4 muške, 4 ženske).

## Rezultati

### Muškarci
| disciplina      | zlato                     | rezultat | srebro                   | rezultat | bronca           | rezultat |
| --------------- | ------------------------- | -------- | ------------------------ | -------- | ---------------- | -------- |
| bacanje kugle   | Manuel Martínez Gutiérrez | 20,92 m  | Rutger Smith             | 19,85 m  | Leszek Śliwa     | 19,78 m  |
| bacanje diska   | David Martínez            | 63,09 m  | Aleksandr Boričevskij    | 61,72 m  | Rutger Smith     | 61,68 m  |
| bacanje koplja  | Aleksandr Ivanov          | 81,71 m  | Stefan Wenk              | 78,46 m  | Marián Bokor     | 76,91 m  |
| bacanje kladiva | Aleksej Zagornji          | 82,27 m  | Alexandros Papadimitriou | 79,67 m  | Miloslav Konopka | 78,58 m  |

### Žene
| disciplina      | zlato             | rezultat | srebro              | rezultat | bronca             | rezultat |
| --------------- | ----------------- | -------- | ------------------- | -------- | ------------------ | -------- |
| bacanje kugle   | Vita Pavliš       | 20,03 m  | Assunta Legnante    | 18,15 m  | Irina Hudoroškina  | 17,88 m  |
| bacanje diska   | Valentina Ivanova | 60,28 m  | Viktorija Bojko     | 60,07 m  | Natalija Amplejeva | 59,29 m  |
| bacanje koplja  | Claudia Coslovich | 63,27 m  | Valerija Zabruskova | 62,69 m  | Dörthe Friedrich   | 59,02 m  |
| bacanje kladiva | Susanne Keil      | 66,54 m  | Vânia Silva         | 65,46 m  | Lorraine Shaw      | 64,81 m  |

## Tablica odličja
Država domaćin natjecanja (Hrvatska).
| Plasman | Država                 | Zlato | Srebro | Bronca | Ukupno | Muški bodovi | Ženski bodovi |
| ------- | ---------------------- | ----- | ------ | ------ | ------ | ------------ | ------------- |
| 1.      | Rusija                 | 3     | 2      | 2      | 7      | 8.597        | 8.147         |
| 2.      | Španjolska             | 2     | 0      | 0      | 2      | -            | -             |
| 3.      | Njemačka               | 1     | 1      | 1      | 3      | 8.360        | 7.832         |
| 4.      | Italija                | 1     | 1      | 0      | 2      | 8.194        | 7.998         |
| 4.      | Ukrajina               | 1     | 1      | 0      | 2      | 7.966        | 7.996         |
| 6.      | Nizozemska             | 0     | 1      | 1      | 2      | -            | -             |
| 7.      | Grčka                  | 0     | 1      | 0      | 1      | -            | -             |
| 7.      | Portugal               | 0     | 1      | 0      | 1      | -            | -             |
| 9.      | Slovačka               | 0     | 0      | 2      | 2      | -            | -             |
| 10.     | Ujedinjeno Kraljevstvo | 0     | 0      | 1      | 1      | -            | -             |
| 10.     | Poljska                | 0     | 0      | 1      | 1      | -            | -             |
| 12.     | Hrvatska               | 0     | 0      | 0      | 0      | 6.550        | 6.665         |
| 12.     | Francuska              | 0     | 0      | 0      | 0      | -            | 7.528         |

## Države sudionice
- Bosna i Hercegovina i Makedonija imale su svoje kvalificirane predstavnike, ali oni nisu pristupili natjecanju. Također, i San Marino je imao jednog atletičara  (Gabriele Mazza), ali se zbog zdravstvenih problema nije natjecao niti pristupio natjecanju.

| - Austrija - Estonija - Hrvatska - Finska - Francuska - Njemačka - Ujedinjeno Kraljevstvo | - Grčka - Izrael - Italija - Nizozemska - Poljska - Portugal - Rumunjska | - Rusija - Španjolska - Slovačka - Slovenija - Švicarska - Švedska - Turska - Ukrajina |

### Rezultati
- (fr.) (šp.) Rezultat Europskog zimskog bacačkog kupa 2002. - Pula, Hrvatska  Arhivirana inačica izvorne stranice od 24. rujna 2015. (Wayback Machine), rfea.es, pristupljeno 4. travnja 2016.
- (engl.) 2. Europski zimski bacački kup, Pula (HRV) 9. i 10. ožujka 2002., tilastopaja.org, pristupljeno 4. travnja 2016.